# Spejderbevægelsen i Danmark
Spejderbevægelsen i Danmark sås for første gang tilbage i 1908, hvor den første spejderpatrulje blev stiftet; 1 år efter at Lord Robert Baden-Powell for første gang var på tur med 20 drenge til Brownsea Island i det første forsøg på en spejderlejr.

## De danske korps
I Danmark findes fem anerkendte spejderkorps. Alle praktiserer en form for pædagogik kaldet patruljesystemet, der kort kan beskrives som "børn leder børn" – naturligvis tilpasset børnenes alder.
De fem spejderkorps i Danmark er Det Danske Spejderkorps (DDS), KFUM-Spejderne (blandede drenge og piger), De grønne pigespejdere (tidligere kaldet KFUK spejderne), Danske Baptisters Spejderkorps (DBS) og Dansk Spejderkorps Sydslesvig (DSS), som har en særstatus ift. gældende internationale regler. De grønne pigespejdere består (officielt) som det eneste korps udelukkende af piger og kvinder.
Det Sydslesviske Spejderkorps hører officielt til det tyske fællesråd, men er også repræsenteret i det danske fællesråd, og anerkendes også som et af de 6 danske spejderkorps, grundet deres tilhørsforhold til det danske mindretal i Tyskland.
DDS, KFUM-Spejderne, De grønne pigespejdere og DBS er medlem af WAGGGS og/eller WOSM, der er internationale spejderorganisationer.

## Forkyndelse
Flere af spejderkorpsene er tilknyttet Folkekirken eller en anden menighed, dog ikke Det Danske Spejderkorps (DDS), og De Gule Spejdere i Danmark, der er såkaldte ikke-konfessionelle korps (uden religiøst tilhørsforhold). DDS har et mindre antal katolske og muslimske spejdergrupper blandt medlemmerne.
Kredsene i Danske Baptisters Spejderkorps er alle tilknyttet en baptistmenighed.

## Skoler og uddannelse
I Danmark forefindes Korinth Efterskole og Brejning Efterskole som de to eneste spejderefterskoler i Danmark.
Scout Academy er en uddannelse lavet i samarbejde med KFUM-Spejderne, som skal kunne bruges uden for spejder korpset. Målet med Scout Academy er at gøre en forskel for unge, og vise hvad "morgendagens ledere" har at byde på. Den vil udvikle og synliggøre deltagernes personlige kompetencer og samtidig demonstrere deres handlekraft igennem en stribe af konkrete projekter, udviklet og gennemført af deltagerne selv.

## Lignende foreninger
Sct. Georgs Gilderne er en sammenslutning af nuværende og tidligere spejdere, som vægter kammeratlige samvær, arbejde med personlig udvikling og deltager i opgaver til støtte for spejderarbejdet og humanitære formål. Deres mål er at virkeligøre dette med ordene: Én gang spejder – altid spejder.
Frivilligt Drenge- og Pige-Forbund (FDF) betragtes meget ofte som spejdere, da de laver mange spejderelaterede aktiviteter, men er ikke tilknyttet nogen af spejdernes verdensorganisationer, så teknisk set er de ikke spejdere. FDF benytter ikke princippet "børn leder børn".
Metodistspejdere, adventistspejdere, De gule spejdere og B'nei Akiva er alle verdensorganisationer som findes i Danmark, der ikke er tilknyttet verdensorganisationen, men har spejder-lignende aktiviteter.
DUI-Leg og Virke arbejder med mange af de samme aktiviteter som spejderkorpsene, men da det sker på arbejderbevægelsens idégrundlag, regnes organisationen ikke for en spejderorganisation.

## Spejdermuseer
Danmark har en relativ stor mængde spejdermuseer, hvor flere dog er ganske små. Spejdermuseet Århus og Esbjerg Spejdermuseum er tværkorpslige, mens de øvrige er knyttet til enkelte korps. Museer knyttet til spejderlignende organisationer medtages også herunder.

### Det Danske Spejderkorps
- Spejdermuseet Holmen – beliggende på Holmen i København
- Nordjysk Spejdermuseum i Ålborg
- Randers Spejdermuseum DDS
- Sønderjysk Spejdermuseum i Åbenrå
- Stenlændernes Spejdermuseum i Stenløse

### De Grønne Pigespejdere
- KFUK-spejdermuseum i Randers

### De Gule Spejdere
- De Gule Spejderes museum, transportabelt museum stående i Nødebo

### Dansk Spejderkorps Sydslesvig
- Spejdermuseet på Spejdergården Tydal